# Eparchia brukselsko-belgijska
Eparchia brukselsko-belgijska – eparchia Rosyjskiego Kościoła Prawosławnego obejmująca terytoria Belgii i Luksemburga. Wchodzi w skład Egzarchatu Zachodnioeuropejskiego. Jej obecnym zwierzchnikiem jest arcybiskup Szymon (Iszunin), który nosi tytuł arcybiskupa Brukseli i całej Belgii. 
Początki obecności prawosławnych narodowości rosyjskiej w Belgii wiążą się z organizacją w 1862 cerkwi św. Mikołaja przy ambasadzie rosyjskiej w Brukseli. Rozwój sieci etnicznie rosyjskich parafii prawosławnych nastąpił po 1917, wraz z pojawieniem się w Belgii białej emigracji rosyjskiej. Eparchia została powołana w 1929, a jej pierwszym zwierzchnikiem był arcybiskup Aleksander (Niemołowski). Według danych Patriarchatu Moskiewskiego oficjalnie struktura powstała w 1936 jako część Zachodnioeuropejskiego Egzarchatu Parafii Rosyjskich, zaś w jurysdykcję Cerkwi Rosyjskiej przeszła po II wojnie światowej. 
W 1937 państwo belgijskie uznało istnienie struktury. W 1960, po śmierci arcybiskupa Aleksandra, zastąpił go arcybiskup Bazyli (Krywoszejn). Obecny zwierzchnik, arcybiskup Szymon (Iszunin), pełni swoją funkcję od 11 kwietnia 1987. 
Obecnie eparchia liczy 13 parafii: 
- Parafia św. Mikołaja w Brukseli
- Parafia Opieki Matki Bożej w Brukseli
- Parafia św. Anny w Brukseli
- Parafia Trójcy Świętej w Brukseli
- Parafia św. Mateusza w Leuven
- Parafia Narodzenia Pańskiego w Antwerpii
- Parafia św. Jana Teologa w Ostendzie
- Parafia Ikony Matki Bożej „Życiodajne Źródło” w Liège
- Parafia św. Serafina z Sarowa w Namur
- Parafia Wszystkich Świętych Ruskich w Ottignies
- Parafia Trójcy Świętej w Montignies-sur-Sambre[2]
- Parafia św. Michała Archanioła w Mons[3]
- Punkt duszpasterski w Libramont (dla wiernych z prowincji Luksemburg)

Parafie posługują się językami cerkiewnosłowiańskim, francuskim oraz niderlandzkim. Eparchia posiada również dwa monastery: monaster Iwerskiej Ikony Matki Bożej w Trazegnies (żeński) oraz monaster Ikony Matki Bożej „Pocieszycielka Strapionych” w Pervijze (męski).